# Andrea Przyklenk
Andrea Przyklenk (* 17. August 1957 in Stuttgart) ist eine deutsche Journalistin, Buchautorin, Publizistin und Kommunikationsberaterin.

## Leben und Karriere
Andrea Przyklenk lebt und arbeitet in Leonberg bei Stuttgart (Baden-Württemberg). Sie war bis Januar 2020 Chefredakteurin des Unternehmermagazins „Die News“ und des Nachrichtenportals Familienunternehmer-News in Stuttgart, schreibt Bücher und berät Familienunternehmen in der Unternehmenskommunikation. Zusammen mit dem Ingelheimer Journalisten Michael Brückner gründete sie im Jahr 2008 das Online-Magazin „www.luxus-momente.de“. Mit dem Buchautor Johannes Ellenberg gründete sie 2020 die Website wetalk.one. Das Team unterstützt Geschäftsführer und Unternehmer beim Personal Branding.
Przyklenk begann ihre berufliche Laufbahn in der Redaktion des Magazins „Das Beste aus Reader’s Digest“. Am 1. Juli 1990 machte sich Andrea Przyklenk selbstständig, zunächst als Redakteurin der politisch-wirtschaftlichen Monatszeitschrift „Europa“ in Stuttgart. Alleine oder zusammen mit Kollegen veröffentlichte sie seitdem etwa 20 Bücher, hauptsächlich im Bereich Wirtschaft und Unternehmensführung. Im Januar 2008 übernahm sie die Redaktionsleitung der „News“ und hat am Aufbau des Onlineportals der Zeitschrift mitgewirkt, das sie federführend betreute. Weitere Tätigkeitsfelder der Journalistin sind Ghostwriting, Texte für die Webseiten kleinerer Unternehmen sowie für Newsletter, Kunden- und Mitarbeiterzeitschriften.

## Werke (Auswahl)
- Der Europa-Ploetz, Freiburg 1993 (zusammen mit Michael Brückner und Roland Maier)
- Handbuch Alter, München 1996
- Vermögensstrategien, Niedernhausen 2000 (zusammen mit Wolfgang Ludwig)
- Zehn Erfolgspunkte für Mittelständler, Heidelberg 2000
- Geld für Unternehmensgründer, Frankfurt am Main 2001 (zusammen mit Gerhard Geißler)
- Kursbuch Datenschutz, Murnau 2009 (zusammen mit Michael Brückner)
- mit Michael Brückner: Lost Brands – vom Aufstieg und Niedergang starker Marken. Warum "too big to fail" nicht einmal für Traditionsmarken gilt, Gabler, Wiesbaden 2013, ISBN 978-3-8349-2820-7.